# مردی که خیلی دوستش داشتیم
مردی که خیلی دوستش داشتیم (به فرانسوی L'Homme qu'on aimait trop)(به انگلیسی In the Name of My Daughter) فیلمی درام فرانسوی به کارگردانی آندره تشینه که در سال ۲۰۱۴ منتشر شد.

## بازیگران
کاترین دنو
گیوم کنه
ادل اینل
ژودیت شاملا